# Éclipse solaire du 13 juillet 2075
L'éclipse solaire du 13 juillet 2075 est une éclipse annulaire.

## Parcours
Cette éclipse annulaire touchera la France, dans l'extrême sud-est et en Corse, au petit matin.
L'éclipse passera ensuite par l'Italie du Nord, et continuera vers l'Europe de l'Est, puis traversera toute la Sibérie pour finir dans le Pacifique.